# Clone Wars Volume 2: Victories and Sacrifices

Clone Wars Volume 2: Victories and Sacrificies es un cómic recopilatorio basado en el Periodo de la Reforma de Ruusan, en el conflicto ficticio de las Guerras Clon del universo Star Wars. Es el segundo elemento de los nueve de la serie Clone Wars.
Publicado en inglés por la editorial Dark Horse el 26 de noviembre de 2003, recogía las historias de los cómics Republic 51-53 y Jedi - Shaak Ti.
En España lo publicó Planeta DeAgostini a finales de 2005 con el nombre de Victorias y Sacrificios.

## Historia
Las Guerras Clon han comenzado con muerte, desgracia y división no sólo para la República Galáctica, sino para los Jedi. 
Los Maestros Obi-Wan Kenobi y Galive deben visitar una luna de Naboo, lugar de una colonia gungan, para inspeccionar el terreno. Allí no sólo descubrirán un virus que ha matado a todos los gungans, sino a dos nuevos enemigos: la acólita del Lado Oscuro de la Fuerza Asajj Ventress y el brutal mercenario Durge.
Los dos, líderes separatistas, planean lanzar el virus primero contra Naboo, donde se encuentra la amada Padmé Amidala por la que Anakin Skywalker mataría, y más adelante contra toda la República.
Obi-Wan pronto deberá emprender un peligroso viaje formando equipo con otros cuatro Jedi, ya no solo por la República, sino por su propia persona, ya que está contagiado.

## Apartado Técnico
- Guionistas: Hayden Blackman, John Ostrander.

- Dibujantes: Thomas Giorello, Brian Ching, Jan Duursema